# Zabux
Zabux (eingedeutscht Zabuch, armenisch Աղավնո Aghavno) ist ein Dorf im Rayon Laçın (Latschin) von Aserbaidschan. Von 1992 bis 2020 war es unter Kontrolle der international nicht anerkannten Republik Arzach, danach bis August 2022 Teil des von russischen Truppen kontrollierten Latschin-Korridors.

## Geschichte
Die ethnische Zusammensetzung der Bevölkerung von Zabux war zu verschiedenen Zeiten unterschiedlich. Gemäß dem Kaukasischen Kalender von 1856 war das Nomadengebiet Zabux von schiitischen Kurden bevölkert, die Aserbaidschanisch sprachen. 1886 lebten im Dorf 112 Menschen, alle Kurden. Von den 350 Personen, die 1910 in Zabux lebten, machten bereits Aserbaidschaner die Mehrheit aus.
Am 8. August 1930 wurde der Rayon Laçın innerhalb der Aserbaidschanischen SSR etabliert. Der Publikation „Die Verwaltungsgliederung der Aserbaidschanischen SSR“ zufolge lebten in Zabux zum 1. Januar 1933 150 Menschen, alle Aserbaidschaner. In der Sowjetzeit waren die Landwirtschaft und Viehzucht die Hauptbeschäftigungsbereiche der Dorfbewohner.

Im Zuge des Ersten Bergkarabachkrieges wurde Zabux im Mai 1992 von armenischen Truppen besetzt. Die aserbaidschanische Bevölkerung floh, das Dorf wurde geplündert und die Wohnhäuser in Brand gesetzt. Der kanadische Journalist Daniel Brock, der Zabux ein Jahr später besuchte, berichtete von einem zerstörten und verlassenen Dorf. Nach der Besetzung hat die Republik Arzach den Ort als unter dem Namen Աղավնո (Aghavno) in die Provinz Kaschatach eingegliedert. Armenische Einwanderern aus Syrien und dem Libanon wurden angesiedelt. 2016 wurde ein neues Viertel, genannt „Ariawan“, gebaut.

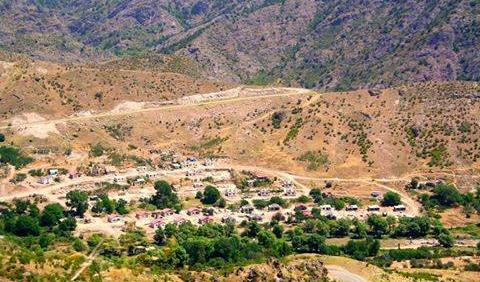
Blick auf das Dorf

Gemäß der trilateralen Vereinbarung Vereinbarung zwischen Russland, Armenien und Aserbaidschan über die Beendigung bewaffneter Auseinandersetzungen in Bergkarabach vom 10. November 2020 erfolgte die Rückgabe des Rayons Laçın an Aserbaidschan. Da Zabux im Latschin-Korridor liegt, der Armenien mit Bergkarabach verbindet, kam das Dorf unter die Kontrolle der russischen Friedenstruppen, ehe eine Zabux umgehende Route zwischen Armenien und Bergkarabach fertiggestellt wurde. Aserbaidschan stellte den Bau seines Teils der Strecke Anfang August 2022 fertig, während sich die Arbeiten in Armenien in der Vorbereitungsphase befanden. Am 12. August erklärte Aserbaidschans Präsident İlham Əliyev, die neue Route sei mit dem russischen Verteidigungsministerium abgestimmt. Nachdem alle Bewohner von Zabux gegen Ende August ihre Häuser verlassen hatten, übernahm Aserbaidschan die Kontrolle über das Dorf. Die örtlichen Behörden versprachen den Bewohnern eine Entschädigung, falls diese beim Verlassen ihr Eigentum nicht beschädigen würden. Dennoch haben einige ihre Häuser in Brand gesteckt, damit diese den Aserbaidschanern nicht in die Hände fallen.